# Чжаоюань (Дацин)
Чжаоюа́нь (кит. упр. 肇源, пиньинь Zhàoyuán) — уезд городского округа Дацин провинции Хэйлунцзян (КНР).

## История
В 1114 году основатель империи Цзинь Ваньянь Агуда разбил в этих местах войска Ляо, заложив тем самым основание своего государства. В память об этих событиях в этих местах был создан округ Чжао (肇州, где иероглиф «чжао» (肇) означает «заложить»).
При империи Цин в этих местах находились кочевья горлосских монголов заднего знамени.
В 1909 году был создан Чжаочжоуский комиссариат (肇州厅). После Синьхайской революции старые структуры административного управления были упразднены, и подвластная комиссариату территория была в 1913 году разделена на уезды. Следуя принципу «монголы и китайцы должны иметь каждый свои административные структуры», на бывших землях горлосских монголов было организовано два отдельных уезда — Чжаочжоу и Чжаодун (肇东县).
В 1931 году Маньчжурия была оккупирована японскими войсками, а в 1932 году было образовано марионеточное государство Маньчжоу-го. В 1934 году было введено деление Маньчжоу-го на 15 провинций и 1 особый город, а в 1935 году китайский и монгольский уезды были объединены в хошун Горлос-хоуци (郭尔罗斯后旗), оказавшийся в составе провинции Биньцзян.
В 1945 году Маньчжурия была освобождена Советской армией. После войны правительство Китайской республики приняло программу нового административного деления Северо-Востока, и хошун Горлос-хоуци оказался в составе провинции Нэньцзян. В 1947 году провинции Хэйлунцзян и Нэньцзян были объединены в «Объединённую провинцию Хэйлунцзян и Нэньцзян» (сокращённо — провинцию Хэйнэнь), однако вскоре разделены вновь. В мае 1949 года провинция Нэньцзян была присоединена к провинции Хэйлунцзян.
В 1956 году хошун Горлос-хоуци был переименован в уезд Чжаоюань. С августа 1958 года уезд Чжаоюань оказался в подчинении Специального района Сунхуацзян (松花江专区), а в 1965 году перешёл в подчинение Специального района Суйхуа (绥化专区). В августе 1992 году уезд Чжаоюань вошёл в состав городского округа Дацин.

## Административное деление
Уезд Чжаоюань делится на 8 посёлков и 8 волостей.
| №  | Название  | Название (кит.) | Статус  | Население чел. (2010) | На карте                         |
| -- | --------- | --------------- | ------- | --------------------- | -------------------------------- |
| 1  | Чжаоюань  | 肇源镇          | поселок | 93505                 | 45°31′09″ с. ш. 125°04′23″ в. д. |
| 2  | Синьчжань | 新站镇          | поселок | 38478                 | 45°42′48″ с. ш. 124°23′24″ в. д. |
| 3  | Эрчжань   | 二站镇          | поселок | 30105                 | 45°31′07″ с. ш. 125°17′57″ в. д. |
| 4  | Гулун     | 古龙镇          | поселок | 25292                 | 45°50′55″ с. ш. 124°12′50″ в. д. |
| 5  | Саньчжань | 三站镇          | поселок | 23855                 | 45°34′29″ с. ш. 125°37′07″ в. д. |
| 6  | Гуця      | 古恰镇          | поселок | 23510                 | 45°31′05″ с. ш. 124°52′35″ в. д. |
| 7  | Тоутай    | 头台镇          | поселок | 18734                 | 45°40′15″ с. ш. 124°50′47″ в. д. |
| 8  | Фусин     | 福兴乡          | волость | 18364                 | 45°37′24″ с. ш. 125°37′16″ в. д. |
| 9  | Маосин    | 茂兴镇          | поселок | 17556                 | 45°32′47″ с. ш. 124°32′32″ в. д. |
| 10 | Бохэтай   | 薄荷台乡        | волость | 15619                 | 45°32′40″ с. ш. 125°24′43″ в. д. |
| 11 | Миньи     | 民意乡          | волость | 15411                 | 45°31′07″ с. ш. 124°28′27″ в. д. |
| 12 | Ишунь     | 义顺乡          | волость | 14506                 | 45°48′46″ с. ш. 124°26′01″ в. д. |
| 13 | Чаоден    | 超等乡          | волость | 13788                 | 45°32′12″ с. ш. 124°43′00″ в. д. |
| 14 | Хэпин     | 和平乡          | волость | 12524                 | 45°33′15″ с. ш. 125°08′18″ в. д. |
| 15 | Дасин     | 大兴乡          | волость | 11671                 | 45°46′35″ с. ш. 124°38′23″ в. д. |
| 16 | Хаодэ     | 浩德乡          | волость | 7039                  | 45°43′18″ с. ш. 124°30′26″ в. д. |